# Sun Is Shining
Sun Is Shining — (рус. Сияет Солнце) — песня Боба Марли, написанная им совместно с Ли "Скрэтч" Перри на рубеже 1970-го и 1971 года. Первоначально вошла в альбом Soul Revolution 1971 года, впоследствии перезаписана Бобом Марли в 1978 году для альбома Kaya.
Это одна из самых первых записей Ли Перри, сделанных им в сотрудничестве с трио The Wailers. Большую часть материала для песен The Wailers записала гаражная группа Ли Перри — The Upsetters, однако песня «Sun Is Shining» (наряду с «Duppy Conqueror») является исключением. За сочинением музыки он обратился к ещё не известным тогда и малоопытным (а потому и недорогим) Soul Syndicate — гаражной группе товарища по звукозаписи Bunny Lee. Запись песни «Sun Is Shining» обошлась Перри приблизительно в 200$.
Несмотря на то, что указания Перри вроде «в ритме для этой песни тебе придётся отказаться от хай-хэта» вызывали крайнее недоумение, музыканты всё же решили принять их как вызов. Результатом оказалась песня, ремикшируемая и перепеваемая уже более 40 лет. Ниже приведен неполный список её кавер-версий.

## Кавер-версии
- 1977 — Black Uhuru
- 1977 — Delroy Wilson
- 1996 — DJ Krush and Toshinori Kondo
- 1997 — Finley Quaye
- 1999 — Funkstar De Luxe
- 1999 — Technique
- 2004 — Slightly Stoopid
- 2007 — Yanou
- 2008 — Cafe Del Mar XV
- 2009 — Bebel Gilberto
- 2013 — Lee Scratch Perry

## Интересные факты
- Именно после этой песни начали говорить о том, что через Боба Марли начал петь сам Скрэтч. К таким людям относятся, например, Clancy Eccles и Jimmy Riley[англ.].